# Giải vô địch bóng đá nữ châu Phi 2012
Giải vô địch bóng đá nữ châu Phi 2012 diễn ra tại Guinea Xích Đạo từ 28 tháng 10 đến 11 tháng 11 năm 2012. Guinea Xích Đạo lần thứ hai lên ngôi sau khi vượt qua Nam Phi trong trận chung kết.

## Vòng loại
Có 24 đội tuyển tham dự vòng loại. Ở vòng sơ loại, 20 đội tuyển có thứ hạng thấp nhất được phân cặp. Mười đội tuyển đi tiếp, cùng bốn đội tuyển được miễn vòng sơ loại, được chia thành bảy cặp. Bảy đội chiến thắng lọt vào vòng chung kết.

## Vòng chung kết

### Vòng một
Giờ thi đấu là WAT (UTC+1)

#### Bảng A
| Đội             | Tr | T | H | B | BT | BB | HS  | Đ |
| --------------- | -- | - | - | - | -- | -- | --- | - |
| Guinea Xích Đạo | 3  | 3 | 0 | 0 | 12 | 0  | +12 | 9 |
| Nam Phi         | 3  | 2 | 0 | 1 | 5  | 2  | +3  | 6 |
| CHDC Congo      | 3  | 1 | 0 | 2 | 2  | 10 | −8  | 3 |
| Sénégal         | 3  | 0 | 0 | 3 | 0  | 7  | −7  | 0 |

| Guinea Xích Đạo | 1–0      | Nam Phi |
| --------------- | -------- | ------- |
| Chinasa 33'     | Chi tiết |         |

| Sénégal | 0–1      | CHDC Congo       |
| ------- | -------- | ---------------- |
|         | Chi tiết | Nona 74' (ph.đ.) |

| Nam Phi    | 1–0      | Sénégal |
| ---------- | -------- | ------- |
| Mgcoyi 70' | Chi tiết |         |

| Guinea Xích Đạo                                                      | 6–0      | CHDC Congo |
| -------------------------------------------------------------------- | -------- | ---------- |
| Añonma 25', 66', 73' · Mwalutshe 39' (l.n.) · Chinasa 63' · Jade 86' | Chi tiết |            |

| Guinea Xích Đạo                                    | 5–0      | Sénégal |
| -------------------------------------------------- | -------- | ------- |
| Jade 5', 14' · Tiga 15' · Jumária 47' · Añonma 72' | Chi tiết |         |

| Nam Phi                         | 4–1      | CHDC Congo    |
| ------------------------------- | -------- | ------------- |
| Smeda 3' · Mgcoyi 10', 48', 57' | Chi tiết | Tutzolana 88' |

#### Bảng B
| Đội         | Tr | T | H | B | BT | BB | HS | Đ |
| ----------- | -- | - | - | - | -- | -- | -- | - |
| Nigeria     | 3  | 3 | 0 | 0 | 8  | 2  | +6 | 9 |
| Cameroon    | 3  | 1 | 1 | 1 | 5  | 3  | +2 | 4 |
| Bờ Biển Ngà | 3  | 1 | 0 | 2 | 7  | 7  | 0  | 3 |
| Ethiopia    | 3  | 0 | 1 | 2 | 0  | 8  | −8 | 1 |

| Nigeria                      | 2–1      | Cameroon          |
| ---------------------------- | -------- | ----------------- |
| Ohadugha 45+1' · Nkwocha 86' | Chi tiết | Manie 52' (ph.đ.) |

| Bờ Biển Ngà                                   | 5–0      | Ethiopia |
| --------------------------------------------- | -------- | -------- |
| Nrehy 1', 9', 68' · Gnago 51' · N'Guessan 53' | Chi tiết |          |

| Cameroon                                | 4–1      | Bờ Biển Ngà |
| --------------------------------------- | -------- | ----------- |
| Iven 11', 25' · Onguene 62' · Zouga 88' | Chi tiết | Nahi 18'    |

| Ethiopia | 0–3      | Nigeria                               |
| -------- | -------- | ------------------------------------- |
|          | Chi tiết | Sunday 26' · Mbachu 64' · Nkwocha 66' |

| Nigeria                              | 3–1      | Bờ Biển Ngà |
| ------------------------------------ | -------- | ----------- |
| Chukwudi 9' · Ebere 39' · Mbachu 75' | Chi tiết | Nrehy 82'   |

| Cameroon | 0–0      | Ethiopia |
| -------- | -------- | -------- |
|          | Chi tiết |          |

### Vòng đấu loại trực tiếp
|  | Bán kết              | Bán kết |                      |   | Chung kết | Chung kết |
|  |                      |         |                      |   |           |           |
|  | 7 tháng 11 năm 2012  |         |                      |   |           |           |
|  |                      |         |                      |   |           |           |
|  | Guinea Xích Đạo      | 2       |                      |   |           |           |
|  | Guinea Xích Đạo      | 2       | 11 tháng 11 năm 2012 |   |           |           |
|  | Cameroon             | 0       |                      |   |           |           |
|  | Cameroon             | 0       | Guinea Xích Đạo      | 4 |           |           |
|  | 7 tháng 11 năm 2012  |         | Guinea Xích Đạo      | 4 |           |           |
|  |                      | Nam Phi | 0                    |   |           |           |
|  | Nigeria              | Nam Phi | 0                    | 0 |           |           |
|  | Nigeria              |         |                      | 0 |           |           |
|  | Nam Phi              | 1       |                      |   |           |           |
|  | Nam Phi              | 1       | Tranh hạng ba        |   |           |           |
|  |                      |         |                      |   |           |           |
|  | 11 tháng 11 năm 2012 |         |                      |   |           |           |
|  |                      |         |                      |   |           |           |
|  | Cameroon             | 1       |                      |   |           |           |
|  | Cameroon             | 1       |                      |   |           |           |
|  | Nigeria              | 0       |                      |   |           |           |

#### Bán kết
| Guinea Xích Đạo         | 2–0      | Cameroon |
| ----------------------- | -------- | -------- |
| Chinasa 7' · Añonma 40' | Chi tiết |          |

| Nigeria | 0–1      | Nam Phi     |
| ------- | -------- | ----------- |
|         | Chi tiết | van Wyk 23' |

#### Tranh hạng ba
| Cameroon        | 1–0      | Nigeria |
| --------------- | -------- | ------- |
| Enganamouit 31' | Chi tiết |         |

#### Chung kết
| Guinea Xích Đạo                          | 4–0      | Nam Phi |
| ---------------------------------------- | -------- | ------- |
| Chinasa 43', 72' · Tiga 66' · Añonma 70' | Chi tiết |         |